# 大阪球場

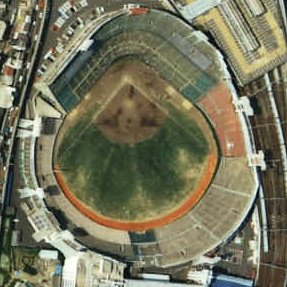

大阪球場（日语：大阪スタヂアム、おおさかスタヂアム）是一座位於日本大阪府大阪市浪速區難波中二丁目的一個已被拆除的球場。這座球場曾經是南海鷹、近鐵珍珠、松竹知更鳥隊的主場球場。因位於南海難波站南口，因此又稱為「難波球場」。球場完工於1950年9月12日，工期僅8個月。